# Ernst von Bodenhausen

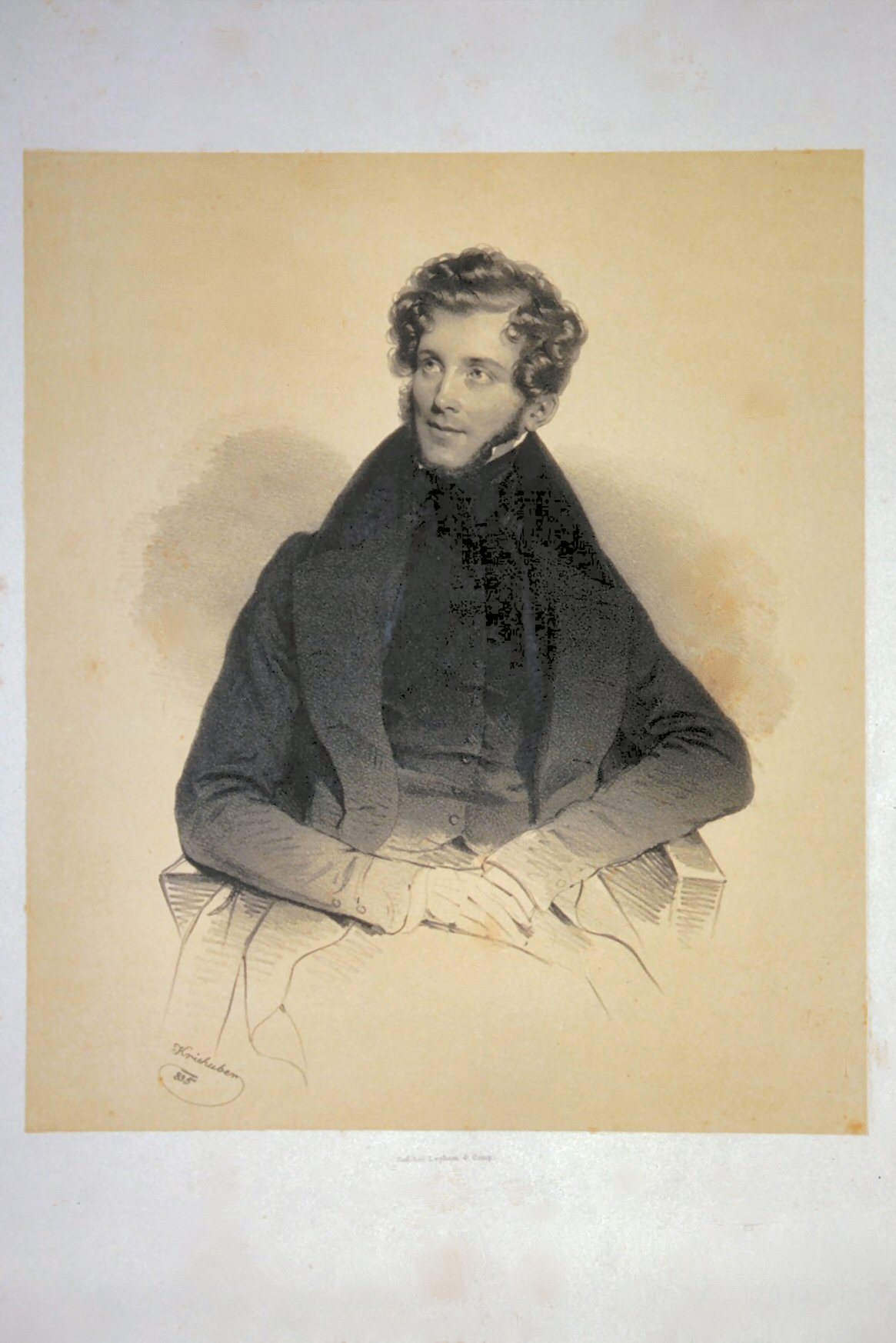
Josef Kriehuber: von Bodenhausen als Gesandter in Wien (1835)

Ernst Ludwig Carl Mordian Freiherr von Bodenhausen, auch Carl Bodo von Bodenhausen (* 21. Januar 1785 auf Gut Sensenstein; † 13. September 1854 in Hannover) war ein deutscher Diplomat im Dienste des Königreichs Hannover.

## Leben
Ernst von Bodenhausen war Sohn des Majors und Legationsrats Dietrich Ludwig von Bodenhausen aus dessen erster Ehe. Er immatrikulierte sich am 22. Oktober 1802 zum Studium der Kameralia an der Universität Göttingen. Seine Studienzeit im Hannoverschen Clubb einschließlich seiner Teilnahme am landsmannschaftlich organisierten Auszug nach Hann. Münden 1806 wird durch sein erhaltenes Stammbuch dokumentiert. Bodenhausen wurde in der Franzosenzeit Kammerjunker am Hof von Jérôme Bonaparte in Kassel. Am 6. März 1812 erhielt er gemeinsam mit seinen beiden jüngeren Brüdern die westphälische Erhebung in den Freiherrnstand.
Im Herbst 1813 wurde er Ordonnanzoffizier des schwedischen Kronprinzen Bernadotte und wechselte nach dem Ersten Pariser Frieden 1814, wenn auch mit Schwierigkeiten, in hannoversche Dienste. Am Wiener Kongress nahm er dann als Attaché des Grafen Münster teil. Gefördert durch General Carl von Alten machte er ab 1821 Karriere in der Kriegskanzlei des Königreichs Hannover. Er war Gutsbesitzer auf Alt-Bodenhausen in Hessen und im hannoverschen Niedergandern. Als Königlich hannoverscher Geheimer Kriegsrat vertrat er von 1830 bis 1849 diplomatisch die Interessen des Königreichs Hannover als außerordentlicher Gesandter und bevollmächtigter Minister am Kaiserlich österreichischen Hof in Wien, wo er in der Herrengasse residierte. Er wurde so zum Ende seiner Laufbahn Augenzeuge der Revolution von 1848/1849 im Kaisertum Österreich und vom Ende des Systems Metternich. Seinen Lebensabend verbrachte er in Hannover.

## Familie
Ernst von Bodenhausen heiratete 1825 Metta von Lenthe (1804–1835), eine Enkelin des russischen Generals Graf Levin August von Bennigsen. Mit ihr hatte er die Tochter Anna Sophie Marie Friederike (1826–1888, ⚭ August Friedrich Karl von Honstedt).

## Auszeichnungen
- Großkreuz des Guelphen-Ordens (1840)
- Ritter des Order of the Bath
- Ritter des Ordre royal et militaire de Saint-Louis
- Ritter des Schwertordens